# Islote Horacio
Islote Horacio är en ö i Ekvatorialguinea. Den ligger i den nordvästra delen av landet, 13 km öster om huvudstaden Malabo.